# Pat Jennings
Pour les articles homonymes, voir Jennings.
Patrick Anthony « Pat » Jennings, né le 12 juin 1945 à Newry en Irlande du Nord, est un footballeur international nord-irlandais occupant le poste de gardien de but.
Il joue 119 matchs avec l'équipe d'Irlande du Nord de football en tant que gardien (détenteur du record des sélections dans son pays), durant une carrière longue de 22 ans. Il joue plus de 1 000 matchs en club et marque même un but lors du match de Charity Shield en 1967.
Pat Jennings est considéré aujourd'hui comme une légende du football nord-irlandais et l'un des meilleurs gardiens de but britanniques de tous les temps.

## Carrière en club

### Newry Town et Watford
Après avoir joué pour le club dublinois des Shamrock Rovers à l’âge de 11 ans, Pat Jennings se consacre au football gaélique jusqu’à l’âge de 16 ans. Il décide alors de retourner à Newry sa ville natale pour jouer gardien de but dans le club de football local. Après trois années au club, il se fait remarquer par le club professionnel anglais de Watford Football Club qui joue alors en quatrième division anglaise. Il signe pour ce club en mai 1963. Pat Jennings impressionne tous les observateurs dès sa première saison en Angleterre. Il ne reste qu'une seule saison à Watford. Il est recruté par un des grands clubs du championnat de première division, le Tottenham Hotspur Football Club pour la somme de 27 000 £.

### Tottenham Hotspur
Pat Jennings passe treize saisons au sein du Tottenham Hotspur Football Club. Il y joue 472 matchs de championnat et 591 toutes compétitions confondues. Il y remporte une coupe d'Angleterre de football en 1967, deux coupes de la Ligue en 1971 et 1973 et la Coupe UEFA 1971-1972. Jennings marque un but lors du Charity Shield 1967. Ce but est marqué d’une relance directe à la main depuis sa surface de réparation lobant Alex Stepney le gardien de but de Manchester United. En 1973, l’association des journalistes anglais de football le nomme footballeur de l’année. En 1976, ce sont ses congénères footballeurs professionnels qui lui accordent le même trophée. Il est alors le tout premier gardien de but, et le seul à ce jour avec l'Anglais Peter Shilton, à se voir reconnu de la sorte.

### Arsenal
En août 1977, Pat Jennings est transféré vers le grand rival londonien de Tottenham, l’Arsenal Football Club. L'idée des dirigeants de Tottenham est que Jennings se trouve très proche de la fin de sa carrière. Pourtant, Pat Jennings va passer huit nouvelles saisons dans les buts des gunners. Avec Arsenal, Jennings dispute trois finales de Coupe d’Angleterre en 1978, 1979 et 1980. Il ne remporte que la deuxième, contre Manchester United sur le score de 3 buts à 2. Au total, il joue 327 matchs sous le maillot rouge des gunners dont 237 matchs de championnats entre 1977 et 1985 année où il perd sa place de titulaire.

### Retraite
Après avoir arrêté sa carrière de joueur professionnel, Pat Jennings retourne à Tottenham. Il joue alors avec l’équipe réserve du club pour entretenir sa forme et dans le but de pouvoir participer à la Coupe du monde de football de 1986 avec l’équipe nord-irlandaise. Il signe même un contrat avec Everton FC pour un unique match, la finale de la Cup 1986, afin de remplacer Neville Southall qui vient juste de se blesser lors d’un match disputé avec l'équipe nationale du Pays de Galles. Pour le match, il est le remplaçant de Bobby Mimms et n’entre pas en jeu. Juste après la coupe du monde, il joue un dernier match avec les irlandais des Shamrock Rovers pour le jubilé de Shay Brennan.

### Statistiques
| Période   | Club              | Pays       | Matchs/Buts        |
| 1963-1964 | Watford FC        | Angleterre | 48 matchs /0 but   |
| 1964-1977 | Tottenham Hotspur | Angleterre | 591 matchs / 1 but |
| 1977-1985 | Arsenal FC        | Angleterre | 327 matchs / 0 but |

## Carrière internationale
Pat Jennings fait ses grands débuts en équipe d'Irlande du Nord de football alors qu’il est âgé d’à peine 18 ans et qu’il joue en quatrième division anglaise pour le club de Watford FC. Il s’agit d’un match du British Home Championship disputé le 15 avril 1964 contre le Pays de Galles. L'Irlande du Nord l’emporte 3 buts à 2. Ce match est aussi marqué par la première apparition d’une autre légende du football nord-irlandais, George Best.
Pat Jennings joue son dernier match international le jour de son 41e anniversaire, le 12 juin 1986, faisant ainsi de lui le plus vieux footballeur à jouer une coupe du monde. Seul Roger Milla a depuis battu ce record en jouant la coupe du monde 1994 à l’âge de 42 ans. Ce match est le dernier match de l’Irlande du Nord lors du premier tour de la Coupe du monde de football de 1986 perdu 3 buts à 0 contre le Brésil.
Il joue au total 119 matchs internationaux.
Auparavant Jennings a aussi disputé la Coupe du monde de football de 1982 en Espagne. Il détient le record de participation aux éliminatoires de la Coupe du monde en jouant les qualifications des épreuves de 1966, 1970, 1974, 1978, 1982 et 1986. Depuis ce record a été égalé par deux footballeurs trinidadiens Dwight Yorke et Russell Latapy.

## Après le football
Une fois sa carrière internationale terminée, Pat Jennings ne quitte pas totalement le monde du football. Il devient entraîneur de gardiens de but. Il occupe ce poste à Tottenham Hotspur depuis 1993.
En 2003, Pat Jennings est intronisé au Temple de la renommée du football anglais en reconnaissance de ses qualités développées tout au long de sa carrière en championnat anglais.
Son fils, Pat Jennings Jr., est lui aussi footballeur et gardien de but. Il a joué pour les clubs irlandais de UC Dublin, Derry City FC et Sligo Rovers.
Pat Jennings a écrit ses mémoires de footballeur : 
- Pat Jennings, Pat Jennings: An Autobiography. Londres, 1983, Willow Books,  (ISBN 0-00-218069-3).

## Palmarès

### En club
- Vainqueur de la Coupe de l'UEFA en 1972 avec Tottenham Hotspur
- Vainqueur de la FA Cup en 1967 avec Tottenham Hotspur et en 1979 avec Arsenal
- Vainqueur de la Coupe de la Ligue en 1971 et en 1973 avec Tottenham Hotspur
- Finaliste de la Coupe d'Europe des Vainqueurs de Coupe en 1980 avec Arsenal

### En équipe d'Irlande du Nord
- 119 sélections entre 1964 et 1986
- Participation à la Coupe du Monde en 1982 (Deuxième Tour) et en 1986 (Premier Tour)

### Distinctions individuelles
- Élu meilleur joueur de l'année FWA de First Division en 1973
- Élu meilleur joueur de l'année PFA de First Division en 1976